# Глінка (фільм)
«Глінка» — радянський біографічний художній фільм 1946 року про засновника російської класичної музики Михайла Глінку, знятий на кіностудії «Мосфільм».

## Сюжет
Сюжетні віхи: дитинство майбутнього композитора і його зв'язок з народним мелосом, поїздка в Італію, створення опер «Іван Сусанін», перейменованої особисто імператором в «Життя за царя», і «Руслан і Людмила». Взаємовідносини композитора з Пушкіним (Петро Алейников).

## У ролях
| Актор                    | Роль                               |
| ------------------------ | ---------------------------------- |
| Борис Чирков             | Михайло Іванович Глінка            |
| Валентина Сєрова         | Марія Петрівна Іванова-Глінка      |
| Клавдія Половикова       | Луїза Карлівна Іванова             |
| Василь Меркур'єв         | Якоб Ульянич Уланов                |
| Кіра Головко             | Анна Петрівна Керн                 |
| Михайло Названов         | гусар Костя                        |
| Борис Ліванов            | Микола I                           |
| Олександр Шатов          | Олександр Христофорович Бенкендорф |
| Микола Свободін          | барон Єгор Федорович Розен         |
| Петро Алейников          | Олександр Сергійович Пушкін        |
| Михайло Державін         | Василь Андрійович Жуковський       |
| Михайло Яншин            | Петро Андрійович Вяземський        |
| Віктор Кольцов           | Володимир Федорович Одоєвський     |
| Володимир Дружников      | Кіндрат Федорович Рилєєв           |
| Володимир Владиславський | Міхайло Юрійович Вієльгорський     |
| Максим Михайлов          | Осип Опанасович Петров             |

## Знімальна група
- Автор сценарію: Лео Арнштам
- Режисер: Лео Арнштам
- Оператор:
  - Олександр Шеленков
  - Іоланда Чен
- Художник: Володимир Каплуновський
- Музика:
  - Михайло Глінка
  - Віссаріон Шебалін
- Звукорежисер: Лев Трахтенберг